# Anglický výstavní holub
Anglický výstavní holub, anglicky Show Homer, je plemeno holuba domácího, anglická forma poštovního holuba, šlechtěná pro výstavní účely až do podoby ryze okrasného ptáka. Je to velký holub, který pro svou vysokou hmotnost špatně létá. Má silnou, vzpřímenou postavu, a mohutnou, protaženou hlavu se světlýma očima, což mu dodává výraz dravého ptáka. Patří do skupiny tzv. výstavních holubů, tato plemena byla všechna vytvořena z poštovního holuba zdůrazněním některých líbivých exteriérových znaků, hlavně tvaru hlavy a zobáku. Mezi těmito plemeny je anglický výstavní největší,. Ve střední Evropě se anglický výstavní holub chová jen vzácně. V seznamu plemen EE se řadí do plemenné skupiny užitkových holubů a je zapsán pod číslem 0027.
Má zvláštně utvářenou hlavu: extrémně dlouhou, ale jen lehce zaoblenou. Z profilu tvoří dlouhý oblouk, který od zobáku silně stoupá, ale na temeni je téměř plochý. Při pohledu shora netvoří hlava klín, ale boční linie vedou téměř vodorovně. Zobák je velmi silný a tupý, středně dlouhý, s malým jemným ozobím ve tvaru písmene V. Oči jsou vždy perlové, s úzkými, většinou černošedými obočnicemi.
Krk má střední délku a směrem k hlavě se elegantně zužuje. Trup je poněkud delší, s širokou a dobře zaoblenou hrudí. Křídla lehce spočívají na ocase, který je středně dlouhý a úzce složený. Nohy jsou silné, krátké, s neopeřenými běháky či prsty. Opeření hladce přiléhá. Anglický výstavní holub nemá žádné pernaté ozdoby a barva opeření se hodnotí až na posledním místě. Chová se ve všech rázech známých u poštovních holubů.